# Mirtha Medina
Mirtha María Medina Hernández es una cantante, actriz, bailarina, vedette, presentadora de televisión y comediante musical cubana  nacida en La Habana; y, residente en Estados Unidos desde 1993. Su carrera se extiende desde los años 1960 hasta la actualidad.

## Trayectoria

### 1960 - 1970
A los siete años fue contratada para cantar y bailar en la tabaquería “Regalías el cuño”, en lo que se considera su primera incursión en el arte. A los 13 años fue seleccionada entre 150 adolescentes para interpretar un pequeño papel en el filme “En días como estos” de Jorge Fraga” una esporádica e incipiente aparición en el cine cubano que la marcó en su vida artística.
Mirtha fue descubierta vocalmente por el músico y compositor Tony Taño.
En 1962 empieza a estudiar en el taller de actuación que impartía el teatrista Miguel Ponce, y danza moderna con el profesor y bailarín Luis Trapaga, es entonces cuando se presenta a una audición auspiciada por el recién inaugurado Teatro Musical de La Habana, cuya selección personal la realizó el actor mimo y hoy reconocido director y guionista cinematográfico mexicano Alfonso Aráu ("Como agua para chocolate", "Un paseo por las nubes"). Es el propio Aráu quien la integra al elenco del Teatro Musical y la prepara impartiéndole clases de Pantomima, Gimnasia, Canto, Baile, Solfeo e Interpretación, de esta manera Mirtha empieza a desarrollar sus dotes de comediante musical, dramas y operetas, además comienza sus estudios musicales en la “Academia de canto Mariana de Gonitch” impartidos estos por la gran Mariana de Gonitch, una reconocida profesora y diva operática que ha formado a numerosos cantantes dentro de Cuba.
Junto al bailarín Roberto Morales rueda en 1965 un corto musical titulado ¨Mirtha y Roberto¨.A su vez participa en la comedia musical ¨Mi solar¨con el Conjunto Experimental de Danza.Este trabajo le vale su primera gira como integrante del  espectáculo Gran Music Hall de Cuba presentado en el teatro Olympia de París y luego en diferentes países de Europa como España, Polonia, Rumania, Alemania y la URSS.
En 1968 se une al cuarteto Los Bucaneros y con ellos efectúa su segunda gira con el espectáculo ¨Saludo cubano¨visitando países como Polonia,Hungría,Bulgaria,Checoslovaquia, Rumanía y la URSS. Al año Siguiente se uno a dúo con Raúl, quien era integrante de Los Bucaneros y viaja nuevamente a la URSS y también para participar como invitados especiales a la noche de gala del festival ¨Ciervo de Oro¨en Rumanía y en el festival ¨Sopot 69¨ en Polonia.
Mirtha y Raul formaron un dúo musical con un marcado estilo influenciado por el Rock en Cuba, el Beat y el Pop, el dúo Mirtha y Raúl llegó a convertirse en uno de los dúos más populares de Cuba en los años 70, además fueron pareja central y protagonistas del programa televisivo Juvenil “Buenas Tardes”.

### 1970 - 1980
Llega el año 1975 cuando Mirtha Medina comienza su carrera en solitario, no solo incursiona en la música Pop, la Balada y algunos géneros musicales propios de la Nación Caribeña, también lo hace dentro del repertorio internacional.
Ese mismo año graba su primer disco de larga duración colocando en la lista de éxitos de la época temas como “La flor de mi Jardín”, "Los recuerdos vividos”, “Oh María”, “No sé, No sé”, etc., sin desvincularse nunca del trabajo en el Teatro Musical, las Varietés y el espectáculo en sentido general, interpretando roles protagónicos en numerosas comedias, en cabaret o en grandes producciones teatrales y televisivas.

### 1980 - 1990
En 1981 Estrena en la escena teatral cubana My Fair Lady (Mi bella dama) bajo la dirección escénica de Nelson Dorr, obra que la consagra como una de las grandes figuras del teatro musical en Cuba.
Mi bella dama se convierte en suceso cultural del año en la Isla, poniendo a Mirtha en el centro de aceptación popular y de la crítica especializada. A propósito de la puesta en escena, el reconocido crítico cinematográfico y de espectáculos, Mario Rodríguez Alemán escribió:

«Mirtha Medina se revela sin dudas como una gran vedette, porque no hay nada mas difícil que cantar, bailar, actuar, hacerlo técnicamente todo bien, y con la gracia inconfundible de las grandes vedettes.»

Es invitada a formar parte del “Conjunto Nacional de Espectáculos”, dirigido por Alejandro García "Virulo", donde trabajó por un periodo de 2 años protagonizando algunas de las principales obras.
En 1982 la artista estrena la canción “Caricias" de Amaury Pérez Vidal, siendo este tema seleccionado como la canción Pop del año 1982 en Cuba, marcando así otra etapa en su carrera ya que significa el inicio de un binomio artístico musical que devino en otros importantes temas tales como, “Quédate como nunca”, “Yo necesito mas” y “Porque no me vas a querer”, este último a dúo con el propio Amaury Pérez.
Durante tres años consecutivos (1981,1982 y 1983) se le otorga el Premio Girasol de la revista Opina que la declara la cantante más popular de Cuba. En 1983 actúa en diferentes festivales de las ciudades de Oklahoma y Texas, Estados Unidos.
En 1986 realiza el unipersonal “Mirtha a todo Mirtha” bajo la dirección artística de Eugenio Antonio Pedraza Ginori un espectáculo donde combina canto, baile y actuación en el teatro Karl Marx(antes Blanquita)
En 1986 Mirtha accede a interpretar el personaje de Irene Molloy (la sombrerera) en la Súper Producción Teatral “Hello Dolly”, junto a la célebre vedette cubana Rosa Fornés.
En 1987 realizó una gira junto al reconocido pianista cubano Gonzalito Rubalcaba a Inglaterra.Mirtha tuvo el honor de ser la primera cancionera cubana que se ha presentado en Londres en el último cuarto del siglo XX.Las presentaciones incluyeron una actuación especial en el Teatro de la Reina.
En 1988 centraliza el espectáculo "Fiesta cubana Show" en el centro nocturno "Los Tulipanes", Mérida, Yucatán, México, bajo la dirección del bailarín,coreógrafo y director artístico Tomás Morales

### 1990 - 2000
En 1991 participa como copresentadora en el programa de la televisión Mexicana (Televisa) “La Movida”, junto a la actriz y presentadora Verónica Castro en una edición especial dedicada a Cuba.
En 1993 y luego de una extensa gira por México, Mirtha Medina junto a sus hijos también cantantes Guianko Gómez y Vanessa Formell, y algunos músicos de su grupo, emigran a Estados Unidos para radicarse en la ciudad de Miami.
Desde su llegada la artista ha trabajado incansablemente: obras de teatro, conciertos y recitales, programas de radio y televisión e innumerables centros nocturnos conocen de su arte.
La Medina, durante todos estos años en el exilio, también ha llevado su quehacer a países como Puerto Rico, Argentina, Colombia, España, Uruguay y Ecuador, donde ha cosechado gran cantidad de admiradores. 
En 1996 se realiza el concierto "Haciendo Historia" en el Miami Dade County Auditorium, donde por primera vez comparten escenario tres de las artistas más populares de los años 80 y 90 en Cuba: Annia Linares, Maggie Carles y Mirtha Medina.
En 1997 inaugura “La Casa de la Medina” Night Club de su propiedad en Miami, allí se presentaba una variedad de actividades, concursos de talento, descargas, bailables, recitales humorísticos y conciertos de otras figuras que se podían ver cada noche, dicho centro nocturno siempre brindo un espacio para artistas de cualquier estilo. En Cuba era muy difícil ver a un salsero al lado de un baladista por citar un ejemplo, pero allí, gente que jamás habría compartido un escenario con determinado tipo de artista lo hacía a gusto, Mirtha proponía un tipo de unión y un magnetismo entre todos, mágico.
En 1999 asume el protagónico de Las Leandras bajo la dirección de Pro Arte Grateli en el Miami Dade County Auditorium
En el año 2002 La Academia de las Luminarias de las Bellas Artes (ALBA) cuenta una vez más con Mirtha Medina para la Obra: “El Almacén de Sueños”, “Pasión Tropical”, “Tropical Dream” (Sueño Tropical)
Lugar: Jackie Gleason.Theatre. Miami. Guion, música y Dirección General de Pedro Román
En febrero de 2002 se presenta en el Teatro Manuel Artime junto a Chamaco García y otras figuras en la revista musical "Estrellas de la tarde" bajo la dirección de Elsie Álvarez
En diciembre de 2003 se presenta en el teatro "Manuel Artime" en el musical "Una noche en la Habana" compartiendo protagónico con la cantante cubana Flor de Loto, también bajo la dirección de Elsie Álvarez
En abril de 2003 y por sugerencia de la propia Mirtha(quien asume el rol protagónico) el director y dramaturgo teatral Pedro Román escribe y lleva a escena Diosas de papel, un homenaje a las grandes vedettes de los años 40 y 50.
En el año 2006 Mirtha protagoniza la producción teatral La bella Otero, de Pedro Román, en un trabajo de caracterización cuyo personaje abarca desde la juventud hasta la vejez.
En mayo de 2007 centraliza el espectáculo "Todas las Mirthas", en el teatro Manuel Artime de Miami.
EL 28 de junio de 2008 se realiza el Concierto "Yo, él y ella" en el Teatro Manuel Artime de Miami, en este espectáculo Mirtha comparte escenario con sus dos hijos: Gianko Gómez y Vanessa Formell.
En octubre de 2008 recibe en la ciudad de Boston el “Latin Pride National Awards” (Premio Nacional del Orgullo Latino) en reconocimiento a los 45 años de vida artística.
En agosto de 2009 es homenajeada en el Festival de verano "Tony Reyes" de Toronto, Canadá, uno de los festivales latinos más importantes de este país norteño
El 25 de marzo de 2010 Mirtha junto a miles de personas, con vestimentas blancas y gladiolos en las manos, inundaron la calle ocho de la urbe estadounidense con una única voz desde el exilio cubano, en una marcha sin precedentes en solidaridad con las mujeres de los disidentes de La Habana.
En julio de 2010 forma parte del jurado y es invitada especial al Evento “Miami Internacional Song Festival” (Festival de la Canción Internacional).
En agosto de 2010 participa como invitada al Concierto en homenaje a Raúl Gómez, quien fue su pareja artística y personal en los años 70, dúo de gran popularidad en Cuba. Dicho homenaje fue organizado por la Federación Mundial de Ex Presos Políticos y Combatientes Cubanos que preside Eugenio Llamera, cuyo fondo de recaudación fue destinado a la ayuda y recuperación del ex-preso político cubano Ariel Sigler Amaya.
En octubre de 2011 participa en el Espectáculo Musical "Grandes Divas cantan a las Diego", en el Miami Dade County Auditorium, compartiendo escenarios con las cantantes: Valeria Lynch, María Conchita Alonso, Sophy, Annia Linares, Beatriz Márquez y Ana María Perera en un homenaje musical a las hermanas compositoras María Luisa y Teresita Diego.
Desde 2011 se nombró presidenta oficial del jurado del Miami International Song Festival que se realiza cada ano en el mes de julio.
En febrero de 2012 comparte escenario con la cantante española Pastora Soler en un concierto llamado "Dos mundos, dos estilos" en el Miami Dade County Auditorium
El 10 de noviembre de 2012 participa en la segunda edición del Espectáculo Musical "Grandes divas cantan a las Diego", celebrado en el Miami Dade County Auditorium, esta vez compartiendo escenario con artistas como Falete, la cantante mexicana Dulce y las también cubanas, Osdalgia y Vania.
Desde enero de 2013 presenta su programa "Aquí esta Mirtha Medina" en el canal de televisión "Cubana de Televisión"con sede en Miami,FL
El 21 de septiembre de 2013 celebra en Miami los 50 años de vida artística
Estrena la comedia musical El club de las divorciadas con Area Stage Company, 20 de diciembre de 2013
En agosto de 2015, por primera vez juntas en Concierto exclusivo, Annia Linares y Mirtha Medina presentan el Show "Enemigas íntimas "
Asume el rol protagónico de: Eva, La historia de una actriz, un drama musical dirigido por Pedro Roman, en el Miami Dade County Auditorium, acontecido el 24 de agosto de 2014
Tomás Pedro Regalado, alcalde de la ciudad de Miami.FL.USA, instituye oficialmente el 24 de agosto, el Día de Mirtha Medina en la Ciudad de Miami
El 26 de octubre de 2015 Entrega El Alcalde Tomás Pedro Regalado
Las Llaves de la Ciudad de Miami.FL.USA

### Otros datos
Mirtha Medina ha interpretado canciones de compositores cubanos tales como Juan Formell, Amaury Pérez Vidal, Alberto Pujol, Alberto Vera, Alfredo Pérez Pérez, Vicente Rojas, Raúl Gómez, Lourdes Torres, Ariel Alfonso, Katia Máquez, Eddy K, Tony Medina, Francisco Céspedes, Meme Solís, Las  Diego, Eugenio Antonio Pedraza Ginori, Rember Egües, Jorge Luis Piloto, Alberto Vera, Alexis Valdés, Josefa Cabiedes, Osvaldo Rodríguez, Tony Taño, Katia Márquez, Concha Valdés Miranda,  etc.
Durante su carrera artística ha colaborado y participado en diferentes proyectos con numerosos artistas cubanos e internacionales, ya sea en el terreno musical, teatral, discográfico o televisivo entre los que se destacan Issac Delgado, Tito Gómez, Rosita Fornés, Barbarito Diez, Arturo Sandoval, Amaury Pérez Vidal, Alfredo Rodríguez, Albita Rodríguez, Boby Carcases, Héctor Téllez, Soledad Delgado, Malena Burke, Elena Burke, Annia Linares, Carlos Otero, Armando Manzanero, Verónica Castro, Nelson Dor, Héctor Quintero, Tomas Morales, Santiago Alfonso, Alfonso Menéndez, Orlando Quiroga, Alejandro García (Virulo), Omara Portuondo, José Antonio Rodríquez, Octavio Cortazar, Vicente González Castro, Aneiro Taño, Ana Lidia Méndez, Luis Castellano, Armando Bianchi, Paquito D'Rivera, Carlucho, Enrique Santiesteban, Roberto Morales, Omar Valdés, José Milian, Alicia Bustamante, Isabel Moreno, Consuelo Vidal, Asenneh Rodríguez, Carlos Ruiz de la Tejera, Pedro Román, Agustín Acosta, Reynaldo Miravalles, Rosana Paroddi, Gerardo Riverón, Concha Valdés Miranda, Martha Casañas, entre otros.

## Obras
- My Fair Lady
- (Sueño Tropical
- Los 7 pecados capitales
- La fierecilla Domada
- Mefistófeles
- La Opera de los Tres Centavos[19]
- Pato Macho[20]
- Los novios
- Oh, la Gente
- Irma la Dulce
- La tía de Carlos
- El Apartamento
- Un novio para Veneranda
- Tres líneas y un Espacio
- 50 Años de Amor
- Cuéntame tu Vida sin Avergonzarte
- Échale DDT
- Hello Dolly
- A quien le sirva el Saquito que se lo ponga
- Échale salsita o el Génisis según Virulo
- La Candela o El infierno según Virulo
- La Divina Comedia
- La Bella Otero
- Sorpresas
- Diosas de Papel[21]
- Las Leandras
- Una Viuda en Apuros
- Que Paso con Trucutú
- Las Rivales
- Sor Metiche
- La Guerra de las Pestañas
- Mujeres al Borde un Ataque de Risas
- Las chicas de oro
- El Club de las divorciadas

Realiza múltiples personajes de la comedia como:
- La Danza de los Abanicos
- Puntuación sonora
- Mañanitas de Sol
- Estrellita
- Victoria
- Correcto
- Jorgito

## Reconocimientos
- Melodías Amigas (invitación especial con premios por 8 años consecutivos de trabajo)
- Festival de Sopot (Duo Mirtha y Raúl,,segundo lugar) (1969)
- Festival Internacional de la Canción Moscú (1979)
- Premio Especial de Jurado “Concurso Adolfo Guzmán” (1981)
- Medalla de la Jornada Nacional Cucalambeana (1981)
- Premios Girasol Opina (1982)
- Gran Premio Dallas, USA (1983)
- Segundo Premio en el Festival Internacional en Oklahoma (1983)
- Premio especial Baker de University (1983)
- Premio de la Alcaldía en Neewollah (1983)
- Festival de Sopot 1984 (Invitada)
- Segundo Premio interpretación “Concurso Adolfo Guzmán” (1984)
- Distinción “Raúl Gómez García” (1985)
- Premio Caracol de TVC (Recital Todas las Mirthas) (1985)
- Festival Intertalent (Checoslovaquia)Invitada
- Festival Música Caribeña Venezolana (1986)
- Premio especial de la Revista Opina, Cuba (1986)
- Festival Latino de Jazz en Inglaterra (actuación especial en el Palacio de la Reina)(1986)
- Festival de las Artes en Finlandia (1987)
- Reconocimiento Especial “La Casa de la Medina”
- Premio Polare
- Premio Chin de Plata (Intérprete femenina 2 ocasiones)
- Premio Flamingo (intérprete del año)
- Premio Azúcar Interpretación Femenina (2006)
- Premio Revista “Carteles” (2007)
- Latin Pride National Awards 2008 ( Premio especial por 45 años de carrera artística) (2008)
- Premio Reina de la comunidad Gay en Miami (2008)
- Festival de Verano Tony Reyes en Canadá ( Premio especial por 45 años de carrera artística) (2009)
- Octubre 2015 Entrega El Alcalde Tomás Pedro Regalado Las Llaves de la Ciudad de Miami.FL.USA

- Entrega de una proclama por el activista comunitario Eduardo Constenla de parte de la ciudad de Hialeah Gardens en febrero de 2014 premios mariposa
- Entrega de una proclama por petición activista comunitario Eduardo Constenla ciudad de Miami y entregada por el alcalde Tomas Regalado en el DADE-COUNTY AUDITORIUM-2014
- MIAMI -26 de octubre de 2015, recibe las llaves de la Ciudad de Miami, de manos del alcalde, el Señor Tomás Regalado.

## Filmografía
- Días como estos
- Soy travesti
- Documental sobre el Cuarteto “Los Zafiros"
- Documental sobre la trayectoria artística de Meme Solís

## Discografía
- De nuevo en el Camino (1969)
- Rosas de Algodón (1970)
- Mirtha Medina (1976)
- Caricias (1983)
- La Historia de Cuba
- El Génesis según Virulo
- El Infierno según Virulo
- Acaríciame (1986)
- Éxitos Vol 1
- Éxitos Vol 2
- Búscame (2003)
- S.Q.S 2007
- A mi Entender (2009)
- Se me Pasará (sencillo (2009))
- Mirtha Medina In (2013)
- Je sui Malade (sencillo (2021))
- Ahora (sencillo (2021))